# Список епізодів телесеріалу «Цілком таємно»
«Цілком таємно» — американський фантастичний телесеріал, який стартував 10 вересня 1993 року на телеканалі Fox. Серіал оповідає історію спеціальних агентів Федерального бюро розслідувань (ФБР) — Фокса Малдера (Девід Духовни) та Дейни Скаллі (Джилліан Андерсон). Головні герої займаються розслідуванням справ, що стосуються паранормальних і загадкових явищ, знані як справи з грифом «X».

## Огляд сезонів
| Сезон | Епізоди | Епізоди | Оригінальний показ | Оригінальний показ |
| Сезон | Епізоди | Епізоди | Перший показ       | Останній показ     |
| ----- | ------- | ------- | ------------------ | ------------------ |
| 1     | 24      | 24      | 10 вересня 1993    | 13 травня 1994     |
| 2     | 25      | 25      | 16 вересня 1994    | 19 травня 1995     |
| 3     | 24      | 24      | 22 вересня 1995    | 17 травня 1996     |
| 4     | 24      | 24      | 4 жовтня 1996      | 18 травня 1997     |
| 5     | 20      | 20      | 2 листопада 1997   | 17 травня 1998     |
| 6     | 22      | 22      | 8 листопада 1998   | 16 травня 1999     |
| 7     | 22      | 22      | 7 листопада 1999   | 21 травня 2000     |
| 8     | 21      | 21      | 5 листопада 2000   | 20 травня 2001     |
| 9     | 20      | 20      | 11 листопада 2001  | 19 травня 2002     |
| 10    | 6       | 6       | 24 січня 2016      | 22 лютого 2016     |
| 11    | 10      | 10      | 3 січня 2018       | 21 березня 2018    |

## Епізоди
Епізоди позначені подвійним хрестиком () належать до міфології серіалу.

### Сезон 1 (1993-94)
| № п/п | № в сезоні | Назва                                        | Режисер          | Сценарист                    | Оригінальний показ | Оригінальний показ українською | Код  | Рейтинг |
| ----- | ---------- | -------------------------------------------- | ---------------- | ---------------------------- | ------------------ | ------------------------------ | ---- | ------- |
| 1     | 1          | «Pilot » · «Пілот»                           | Роберт Мандель   | Кріс Картер                  | 10 вересня 1993    | TBD                            | 1X79 | 12.0    |
| 2     | 2          | «Deep Throat » · «Глибока глотка»            | Даніель Закхейм  | Кріс Картер                  | 17 вересня 1993    | TBD                            | 1X01 | 11.1    |
| 3     | 3          | «Squeeze» «Вузький»                          | Гаррі Лонгстріт  | Глен Морган, Джеймс Вонг     | 24 вересня 1993    | TBD                            | 1X02 | 11.1    |
| 4     | 4          | «Conduit» «Канал»                            | Даніель Закхейм  | Алекс Ганза, Говард Гордон   | 1 жовтня 1993      | TBD                            | 1X03 | 9.2     |
| 5     | 5          | «The Jersey Devil» «Диявол із Джерсі»        | Джо Наполітано   | Кріс Картер                  | 8 жовтня 1993      | TBD                            | 1X04 | 10.4    |
| 6     | 6          | «Shadows» «Тіні»                             | Майкл Кетлеман   | Глен Морган, Джеймс Вонг     | 22 жовтня 1993     | TBD                            | 1X05 | 8.8     |
| 7     | 7          | «Ghost in the Machine» «Привид у комп'ютері» | Джерольд Фрідман | Алекс Ганза, Говард Гордон   | 29 жовтня 1993     | TBD                            | 1X06 | 9.5     |
| 8     | 8          | «Ice» «Лід»                                  | Девід Наттер     | Глен Морган, Джеймс Вонг     | 5 листопада 1993   | TBD                            | 1X07 | 10.0    |
| 9     | 9          | «Space» «Космос»                             | Вільям Грем      | Кріс Картер                  | 12 листопада 1993  | TBD                            | 1X08 | 10.7    |
| 10    | 10         | «Fallen Angel » · «Грішний янгол»            | Ларрі Шоу        | Говард Гордон, Алекс Ганза   | 19 листопада 1993  | TBD                            | 1X09 | 8.8     |
| 11    | 11         | «Eve» «Єва»                                  | Фред Гербер      | Кеннет Біллер, Кріс Бранкато | 10 грудня 1993     | TBD                            | 1X10 | 10.4    |
| 12    | 12         | «Fire» «Вогонь»                              | Ларрі Шоу        | Кріс Картер                  | 17 грудня 1993     | TBD                            | 1X11 | 11.1    |
| 13    | 13         | «Beyond the Sea» «За морем»                  | Девід Наттер     | Глен Морган, Джеймс Вонг     | 7 січня 1994       | TBD                            | 1X12 | 10.8    |
| 14    | 14         | «Gender Bender» «Трансвестит»                | Роб Боуман       | Ларрі Барбер, Поль Барбер    | 21 січня 1994      | TBD                            | 1X13 | 11.1    |
| 15    | 15         | «Lazarus» «Лазар»                            | Девід Наттер     | Алекс Ганза, Говард Гордон   | 4 лютого 1994      | TBD                            | 1X14 | 12.1    |
| 16    | 16         | «Young at Heart» «Юний серцем»               | Майкл Ланге      | Скотт Кауфер, Кріс Картер    | 11 лютого 1994     | TBD                            | 1X15 | 11.5    |
| 17    | 17         | «E.B.E. » · «І.Б.І.»                         | Вільям Грем      | Глен Морган, Джеймс Вонг     | 18 лютого 1994     | TBD                            | 1X16 | N/A     |
| 18    | 18         | «Miracle Man» «Чудотворець»                  | Майкл Ланге      | Кріс Картер, Говард Гордон   | 18 березня 1994    | TBD                            | 1X17 | 11.6    |
| 19    | 19         | «Shapes» «Образи»                            | Девід Наттер     | Мерилін Осборн               | 1 квітня 1994      | TBD                            | 1X18 | 11.5    |
| 20    | 20         | «Darkness Falls» «Морок опускається»         | Джо Наполітано   | Кріс Картер                  | 15 квітня 1994     | TBD                            | 1X19 | 12.5    |
| 21    | 21         | «Tooms» «Тумс»                               | Девід Наттер     | Глен Морган, Джеймс Вонг     | 22 квітня 1994     | TBD                            | 1X20 | 13.4    |
| 22    | 22         | «Born Again» «Знову народжений»              | Джерольд Фрідман | Говард Гордон, Алекс Ганза   | 29 квітня 1994     | TBD                            | 1X21 | 13.7    |
| 23    | 23         | «Roland» «Роланд»                            | Девід Наттер     | Кріс Руппенталь              | 6 травня 1994      | TBD                            | 1X22 | 12.5    |
| 24    | 24         | «The Erlenmeyer Flask » · «Колба Ерленмеєра» | Р. В. Гудвін     | Кріс Картер                  | 13 травня 1994     | TBD                            | 1X23 | 14.0    |

### Сезон 2 (1994-95)
| № п/п | № в сезоні | Назва                                             | Режисер                | Сценарист                                                     | Оригінальний показ | Оригінальний показ українською | Код  | Рейтинг |
| ----- | ---------- | ------------------------------------------------- | ---------------------- | ------------------------------------------------------------- | ------------------ | ------------------------------ | ---- | ------- |
| 25    | 1          | «Little Green Men » · «Маленькі зелені чоловічки» | Девід Наттер           | Глен Морган, Джеймс Вонг                                      | 16 вересня 1994    | TBD                            | 2X01 | 16.1    |
| 26    | 2          | «The Host» «Господар»                             | Даніель Закхейм        | Кріс Картер                                                   | 23 вересня 1994    | TBD                            | 2X02 | 15.9    |
| 27    | 3          | «Blood» «Кров»                                    | Девід Наттер           | Сюжет: Дарін Морган Телесценарій: Глен Морган, Джеймс Вонг    | 30 вересня 1994    | TBD                            | 2X03 | 14.8    |
| 28    | 4          | «Sleepless» «Безсонний»                           | Роб Боуман             | Говард Гордон                                                 | 7 жовтня 1994      | TBD                            | 2X04 | 13.4    |
| 29    | 5          | «Duane Barry » · «Дуейн Беррі»                    | Кріс Картер            | Кріс Картер                                                   | 14 жовтня 1994     | TBD                            | 2X05 | 13.9    |
| 30    | 6          | «Ascension » · «Сходження»                        | Майкл Ланге            | Пол Браун                                                     | 21 жовтня 1994     | TBD                            | 2X06 | 15.5    |
| 31    | 7          | «3»                                               | Девід Наттер           | Кріс Руппенталь, Глен Морган, Джеймс Вонг                     | 4 листопада 1994   | TBD                            | 2X07 | 15.0    |
| 32    | 8          | «One Breath » · «Один подих»                      | Р. В. Гудвін           | Глен Морган, Джеймс Вонг                                      | 11 листопада 1994  | TBD                            | 2X08 | 15.3    |
| 33    | 9          | «Firewalker» «Вогнехід»                           | Девід Наттер           | Говард Гордон                                                 | 18 листопада 1994  | TBD                            | 2X09 | 15.2    |
| 34    | 10         | «Red Museum » · «Червоний музей»                  | Він Фелпс              | Кріс Картер                                                   | 9 грудня 1994      | TBD                            | 2X10 | 16.1    |
| 35    | 11         | «Excelsis Dei» «Слава Господня»                   | Стівен Сурик           | Пол Браун                                                     | 16 грудня 1994     | TBD                            | 2X11 | 14.2    |
| 36    | 12         | «Aubrey» «Обрі»                                   | Роб Боуман             | Сара Б. Чарно                                                 | 6 січня 1995       | TBD                            | 2X12 | 16.2    |
| 37    | 13         | «Irresistible» «Чарівний»                         | Девід Наттер           | Кріс Картер                                                   | 13 січня 1995      | TBD                            | 2X13 | 14.7    |
| 38    | 14         | «Die Hand Die Verletzt» «Длань Караюча»           | Кім Меннерс            | Глен Морган, Джеймс Вонг                                      | 27 січня 1995      | TBD                            | 2X14 | 17.7    |
| 39    | 15         | «Fresh Bones» «Свіжі кості»                       | Роб Боуман             | Говард Гордон                                                 | 3 лютого 1995      | TBD                            | 2X15 | 17.8    |
| 40    | 16         | «Colony » · «Колонія»                             | Нік Марк               | Сюжет: Девід Духовни, Кріс Картер Телесценарій: Кріс Картер   | 10 лютого 1995     | TBD                            | 2X16 | 15.9    |
| 41    | 17         | «End Game » · «Кінець гри»                        | Роб Боуман             | Френк Спотніц                                                 | 17 лютого 1995     | TBD                            | 2X17 | 17.5    |
| 42    | 18         | «Fearful Symmetry» «Жахлива симетрія»             | Джеймс Вітмор-молодший | Стів Де Ярнатт                                                | 24 лютого 1995     | TBD                            | 2X18 | 16.5    |
| 43    | 19         | «Død Kalm» «Тиха затока»                          | Роб Боуман             | Сюжет: Говард Гордон Телесценарій: Говард Гордон, Алекс Ганза | 10 березня 1995    | TBD                            | 2X19 | 17.1    |
| 44    | 20         | «Humbug» «Обман»                                  | Кім Меннерс            | Дарін Морган                                                  | 31 березня 1995    | TBD                            | 2X20 | 15.7    |
| 45    | 21         | «The Calusari» «Калушари»                         | Майк Вехар             | Сара Б. Чарно                                                 | 14 квітня 1995     | TBD                            | 2X21 | 12.9    |
| 46    | 22         | «F. Emasculata» «Ф. Емаскулата»                   | Роб Боуман             | Кріс Картер, Говард Гордон                                    | 28 квітня 1995     | TBD                            | 2X22 | 14.0    |
| 47    | 23         | «Soft Light» «Розсіяне світло»                    | Джеймс Контнер         | Вінс Гілліган                                                 | 5 травня 1995      | TBD                            | 2X23 | 12.9    |
| 48    | 24         | «Our Town» «Наше містечко»                        | Роб Боуман             | Френк Спотніц                                                 | 12 травня 1995     | TBD                            | 2X24 | 14.5    |
| 49    | 25         | «Anasazi » · «Анасазі»                            | Р. В. Гудвін           | Девід Духовни, Кріс Картер                                    | 19 травня 1995     | TBD                            | 2X25 | 16.6    |

### Сезон 3 (1995-96)
| № п/п | № в сезоні | Назва                                                                 | Режисер         | Сценарист                                                       | Оригінальний показ | Оригінальний показ українською | Код  | Рейтинг |
| ----- | ---------- | --------------------------------------------------------------------- | --------------- | --------------------------------------------------------------- | ------------------ | ------------------------------ | ---- | ------- |
| 50    | 1          | «The Blessing Way » · «Благословенний шлях»                           | Р. В. Гудвін    | Кріс Картер                                                     | 22 вересня 1995    | TBD                            | 3X01 | 19.94   |
| 51    | 2          | «Paper Clip » · «Скріпка»                                             | Роб Боуман      | Кріс Картер                                                     | 29 вересня 1995    | TBD                            | 3X02 | 17.20   |
| 52    | 3          | «D.P.O.» «Д.П.О.»                                                     | Кім Меннерс     | Говард Гордон                                                   | 6 жовтня 1995      | TBD                            | 3X03 | 15.57   |
| 53    | 4          | «Clyde Bruckman's Final Repose» «Останній відпочинок Клайда Бракмана» | Девід Наттер    | Дарін Морган                                                    | 13 жовтня 1995     | TBD                            | 3X04 | 15.38   |
| 54    | 5          | «The List» «Список»                                                   | Кріс Картер     | Кріс Картер                                                     | 20 жовтня 1995     | TBD                            | 3X05 | 16.72   |
| 55    | 6          | «2Shy» «Надто сором'язливий»                                          | Девід Наттер    | Джефф Вламінг                                                   | 3 листопада 1995   | TBD                            | 3X06 | 14.83   |
| 56    | 7          | «The Walk» «Прогулянка»                                               | Роб Боуман      | Джон Шібан                                                      | 10 листопада 1995  | TBD                            | 3X07 | 15.91   |
| 57    | 8          | «Oubliette» «Темниця»                                                 | Кім Меннерс     | Чарльз Грант Крейг                                              | 17 листопада 1995  | TBD                            | 3X08 | 15.90   |
| 58    | 9          | «Nisei » · «Нісей»                                                    | Девід Наттер    | Кріс Картер, Говард Гордон, Френк Спотніц                       | 24 листопада 1995  | TBD                            | 3X09 | 16.36   |
| 59    | 10         | «731 » · «731»                                                        | Роб Боуман      | Френк Спотніц                                                   | 1 грудня 1995      | TBD                            | 3X10 | 17.68   |
| 60    | 11         | «Revelations» «Одкровення»                                            | Девід Наттер    | Кім Ньютон                                                      | 15 грудня 1995     | TBD                            | 3X11 | 15.25   |
| 61    | 12         | «War of the Coprophages» «Війна копрофагів»                           | Кім Меннерс     | Дарін Морган                                                    | 5 січня 1996       | TBD                            | 3X12 | 16.32   |
| 62    | 13         | «Syzygy» «Сизигія»                                                    | Роб Боуман      | Кріс Картер                                                     | 26 січня 1996      | TBD                            | 3X13 | 16.04   |
| 63    | 14         | «Grotesque» «Гротеск»                                                 | Кім Меннерс     | Говард Гордон                                                   | 2 лютого 1996      | TBD                            | 3X14 | 18.32   |
| 64    | 15         | «Piper Maru » · «Пайпер Мару»                                         | Роб Боуман      | Френк Спотніц, Кріс Картер                                      | 9 лютого 1996      | TBD                            | 3X15 | 16.44   |
| 65    | 16         | «Apocrypha » · «Апокриф»                                              | Кім Меннерс     | Френк Спотніц, Кріс Картер                                      | 16 лютого 1996     | TBD                            | 3X16 | 16.71   |
| 66    | 17         | «Pusher» «Штовхач»                                                    | Роб Боуман      | Вінс Гілліган                                                   | 23 лютого 1996     | TBD                            | 3X17 | 16.20   |
| 67    | 18         | «Teso Dos Bichos» «Місце, де живуть духи»                             | Кім Меннерс     | Джон Шібан                                                      | 8 березня 1996     | TBD                            | 3X18 | 17.38   |
| 68    | 19         | «Hell Money» «Пекельні гроші»                                         | Такер Гейтс     | Джефф Вламінг                                                   | 29 березня 1996    | TBD                            | 3X19 | 14.86   |
| 69    | 20         | «Jose Chung's From Outer Space» ««Із відкритого космосу» Джо Чанґа»   | Роб Боуман      | Дарін Морган                                                    | 12 квітня 1996     | TBD                            | 3X20 | 16.08   |
| 70    | 21         | «Avatar» «Втілення»                                                   | Джеймс Чарлстон | Сюжет: Девід Духовни, Говард Гордон Телесценарій: Говард Гордон | 26 квітня 1996     | TBD                            | 3X21 | 14.62   |
| 71    | 22         | «Quagmire» «Трясина»                                                  | Кім Меннерс     | Кім Ньютон                                                      | 3 травня 1996      | TBD                            | 3X22 | 16.00   |
| 72    | 23         | «Wetwired» «Сиро змонтовано»                                          | Роб Боуман      | Мет Бек                                                         | 10 травня 1996     | TBD                            | 3X23 | 14.48   |
| 73    | 24         | «Talitha Cumi » · «Дівчино, підведись»                                | Р. В. Гудвін    | Сюжет: Девід Духовни, Кріс Картер Телесценарій: Кріс Картер     | 17 травня 1996     | TBD                            | 3X24 | 17.86   |

### Сезон 4 (1996-97)
| № п/п | № в сезоні | Назва                                             | Режисер         | Сценарист                                                     | Оригінальний показ | Оригінальний показ українською | Код  | Рейтинг |
| ----- | ---------- | ------------------------------------------------- | --------------- | ------------------------------------------------------------- | ------------------ | ------------------------------ | ---- | ------- |
| 74    | 1          | «Herrenvolk » · «Раса панів»                      | Р. В. Гудвін    | Кріс Картер                                                   | 4 жовтня 1996      | TBD                            | 4X01 | 21.11   |
| 75    | 2          | «Home» «Дім»                                      | Кім Меннерс     | Глен Морган, Джеймс Вонг                                      | 11 жовтня 1996     | TBD                            | 4X03 | 18.85   |
| 76    | 3          | «Teliko» «Теліко»                                 | Джеймс Чарлстон | Говард Гордон                                                 | 18 жовтня 1996     | TBD                            | 4X04 | 18.01   |
| 77    | 4          | «Unruhe» «Занепокоєння»                           | Роб Боуман      | Вінс Гілліган                                                 | 27 жовтня 1996     | TBD                            | 4X02 | 19.10   |
| 78    | 5          | «The Field Where I Died» «Поле, на якому я помер» | Роб Боуман      | Глен Морган, Джеймс Вонг                                      | 3 листопада 1996   | TBD                            | 4X05 | 19.85   |
| 79    | 6          | «Sanguinarium» «Проклятий»                        | Кім Меннерс     | Валері Мейев, Вівіан Мейев                                    | 10 листопада 1996  | TBD                            | 4X06 | 18.85   |
| 80    | 7          | «Musings of a Cigarette Smoking Man» «Мрії Курця» | Джеймс Вонг     | Глен Морган                                                   | 17 листопада 1996  | TBD                            | 4X07 | 17.09   |
| 81    | 8          | «Tunguska » · «Тунгузка»                          | Кім Меннерс     | Френк Спотніц, Кріс Картер                                    | 24 листопада 1996  | TBD                            | 4X09 | 18.85   |
| 82    | 9          | «Terma » · «Терма»                                | Роб Боуман      | Френк Спотніц, Кріс Картер                                    | 1 грудня 1996      | TBD                            | 4X10 | 17.34   |
| 83    | 10         | «Paper Hearts » · «Паперові сердечка»             | Роб Боуман      | Вінс Гілліган                                                 | 15 грудня 1996     | TBD                            | 4X08 | 16.59   |
| 84    | 11         | «El Mundo Gira» «Світ обертається»                | Такер Гейтс     | Джон Шібан                                                    | 12 січня 1997      | TBD                            | 4X11 | 22.37   |
| 85    | 12         | «Leonard Betts» «Леонард Беттс»                   | Кім Меннерс     | Вінс Гілліган, Джон Шібан, Френк Спотніц                      | 26 січня 1997      | TBD                            | 4X14 | 29.15   |
| 86    | 13         | «Never Again» «Ніколи більше»                     | Роб Боуман      | Глен Морган, Джеймс Вонг                                      | 2 лютого 1997      | TBD                            | 4X13 | 21.36   |
| 87    | 14         | «Memento Mori » · «Пам'ятай про смерть»           | Роб Боуман      | Кріс Картер, Вінс Гілліган, Джон Шібан, Френк Спотніц         | 9 лютого 1997      | TBD                            | 4X15 | 19.10   |
| 88    | 15         | «Kaddish» «Каддіш»                                | Кім Меннерс     | Говард Гордон                                                 | 16 лютого 1997     | TBD                            | 4X12 | 16.56   |
| 89    | 16         | «Unrequited» «Невідомщений»                       | Майкл Ланге     | Сюжет: Говард Гордон Телесценарій: Говард Гордон, Кріс Картер | 23 лютого 1997     | TBD                            | 4X16 | 16.56   |
| 90    | 17         | «Tempus Fugit » · «Час летить»                    | Роб Боуман      | Кріс Картер, Френк Спотніц                                    | 16 березня 1997    | TBD                            | 4X17 | 18.85   |
| 91    | 18         | «Max » · «Макс»                                   | Кім Меннерс     | Кріс Картер, Френк Спотніц                                    | 23 березня 1997    | TBD                            | 4X18 | 18.34   |
| 92    | 19         | «Synchrony» «Синхронність»                        | Джеймс Чарлстон | Говард Гордон, Девід Грінволт                                 | 13 квітня 1997     | TBD                            | 4X19 | 18.09   |
| 93    | 20         | «Small Potatoes» «Дурниці»                        | Кліфф Боле      | Вінс Гілліган                                                 | 20 квітня 1997     | TBD                            | 4X20 | 20.86   |
| 94    | 21         | «Zero Sum» «Нульовий підсумок»                    | Кім Меннерс     | Говард Гордон, Френк Спотніц                                  | 27 квітня 1997     | TBD                            | 4X21 | 18.60   |
| 95    | 22         | «Elegy» «Елегія»                                  | Джеймс Чарлстон | Джон Шібан                                                    | 4 травня 1997      | TBD                            | 4X22 | 17.10   |
| 96    | 23         | «Demons » · «Демони»                              | Кім Меннерс     | Р. В. Гудвін                                                  | 11 травня 1997     | TBD                            | 4X23 | 19.10   |
| 97    | 24         | «Gethsemane » · «Гефсиманський сад»               | Р. В. Гудвін    | Кріс Картер                                                   | 18 травня 1997     | TBD                            | 4X24 | 19.85   |

### Сезон 5 (1997-98)
| № п/п | № в сезоні | Назва                                                  | Режисер         | Сценарист                                                             | Оригінальний показ | Оригінальний показ українською | Код  | Рейтинг |
| ----- | ---------- | ------------------------------------------------------ | --------------- | --------------------------------------------------------------------- | ------------------ | ------------------------------ | ---- | ------- |
| 98    | 1          | «Redux » · «Повернення»                                | Р. В. Гудвін    | Кріс Картер                                                           | 2 листопада 1997   | TBD                            | 5X02 | 27.34   |
| 99    | 2          | «Redux II » · «Повернення II»                          | Кім Меннерс     | Кріс Картер                                                           | 9 листопада 1997   | TBD                            | 5X03 | 24.84   |
| 100   | 3          | «Unusual Suspects» «Незвичайні підозрювані»            | Кім Меннерс     | Вінс Гілліган                                                         | 16 листопада 1997  | TBD                            | 5X01 | 21.72   |
| 101   | 4          | «Detour» «Об'їзд»                                      | Бретт Даулер    | Френк Спотніц                                                         | 23 листопада 1997  | TBD                            | 5X04 | 22.88   |
| 102   | 5          | «The Post-Modern Prometheus» «Прометей постмодернізму» | Кріс Картер     | Кріс Картер                                                           | 30 листопада 1997  | TBD                            | 5X06 | 18.68   |
| 103   | 6          | «Christmas Carol » · «Різдвяний гімн»                  | Пітер Маркл     | Вінс Гілліган, Джон Шібан, Френк Спотніц                              | 7 грудня 1997      | TBD                            | 5X05 | 20.91   |
| 104   | 7          | «Emily » · «Емілі»                                     | Кім Меннерс     | Вінс Гілліган, Джон Шібан, Френк Спотніц                              | 14 грудня 1997     | TBD                            | 5X07 | 20.94   |
| 105   | 8          | «Kitsunegari» «Полювання на лиса»                      | Даніель Закхейм | Вінс Гілліган, Тім Мінеар                                             | 4 січня 1998       | TBD                            | 5X08 | 19.75   |
| 106   | 9          | «Schizogeny» «Шизогонія»                               | Ральф Гемекер   | Джессіка Скотт, Майк Воллегер                                         | 11 січня 1998      | TBD                            | 5X09 | 21.37   |
| 107   | 10         | «Chinga» «Чінга»                                       | Кім Меннерс     | Стівен Кінг, Кріс Картер                                              | 8 лютого 1998      | TBD                            | 5X10 | 21.33   |
| 108   | 11         | «Kill Switch» «Курок»                                  | Роб Боуман      | Вільям Гібсон, Том Меддокс                                            | 15 лютого 1998     | TBD                            | 5X11 | 18.04   |
| 109   | 12         | «Bad Blood» «Погана кров»                              | Кліфф Боле      | Вінс Гілліган                                                         | 22 лютого 1998     | TBD                            | 5X12 | 19.25   |
| 110   | 13         | «Patient X » · «Пацієнт Ікс»                           | Кім Меннерс     | Кріс Картер, Френк Спотніц                                            | 1 березня 1998     | TBD                            | 5X13 | 20.21   |
| 111   | 14         | «The Red and the Black » · «Червоне і чорне»           | Кріс Картер     | Кріс Картер, Френк Спотніц                                            | 8 березня 1998     | TBD                            | 5X14 | 19.98   |
| 112   | 15         | «Travelers» «Мандрівники»                              | Вільям Грем     | Джон Шібан, Френк Спотніц                                             | 29 березня 1998    | TBD                            | 5X15 | 15.06   |
| 113   | 16         | «Mind's Eye» «Око розуму»                              | Кім Меннерс     | Тім Мінеар                                                            | 19 квітня 1998     | TBD                            | 5X16 | 16.53   |
| 114   | 17         | «All Souls» «Всі душі»                                 | Аллен Култер    | Сюжет: Біллі Браун, Ден Ангел Телесценарій: Френк Спотніц, Джон Шібан | 26 квітня 1998     | TBD                            | 5X17 | 13.44   |
| 115   | 18         | «The Pine Bluff Variant» «Варіант «Пайн-Блаф»»         | Роб Боуман      | Джон Шібан                                                            | 3 травня 1998      | TBD                            | 5X18 | 18.24   |
| 116   | 19         | «Folie à Deux» «Обопільне божевілля»                   | Кім Меннерс     | Вінс Гілліган                                                         | 10 травня 1998     | TBD                            | 5X19 | 17.63   |
| 117   | 20         | «The End » · «Кінець»                                  | Р. В. Гудвін    | Кріс Картер                                                           | 17 травня 1998     | TBD                            | 5X20 | 18.76   |

### Цілком таємно: Боротьба за майбутнє (1998)
| Назва | Режисер    | Сценарій                                                | Оригінальний показ | Оригінальний показ українською |
| --- | ---------- | ------------------------------------------------------- | ------------------ | ------------------------------ |
| «The X-Files: Fight the Future » · «Цілком таємно: Боротьба за майбутнє» | Роб Боуман | Сюжет: Кріс Картер, Френк Спотніц Сценарій: Кріс Картер | 19 червня 1998     | TBD                            |
| Терористи підривають федеральну будівлю в Далласі. В ході розслідування спеціальні агенти ФБР — Фокс Малдер та Дана Скаллі виявляють змову, що загрожує смертю людству внаслідок смертельного вірусу. До таємного Синдикату змовників увійшли неймовірно впливові та могутні люди, яким не страшне навіть Федеральне бюро розслідувань. |            |                                                         |                    |                                |

### Сезон 6 (1998-99)
| № п/п | № в сезоні | Назва                                                         | Режисер         | Сценарист                                                    | Оригінальний показ | Оригінальний показ українською | Код    | Рейтинг |
| ----- | ---------- | ------------------------------------------------------------- | --------------- | ------------------------------------------------------------ | ------------------ | ------------------------------ | ------ | ------- |
| 118   | 1          | «The Beginning » · «Початок»                                  | Кім Меннерс     | Кріс Картер                                                  | 8 листопада 1998   | TBD                            | 6ABX01 | 20.34   |
| 119   | 2          | «Drive» «Перегони»                                            | Роб Боуман      | Вінс Гілліган                                                | 15 листопада 1998  | TBD                            | 6ABX02 | 18.5    |
| 120   | 3          | «Triangle» «Трикутник»                                        | Кріс Картер     | Кріс Картер                                                  | 22 листопада 1998  | TBD                            | 6ABX03 | 18.2    |
| 121   | 4          | «Dreamland» «Країна мрії»                                     | Кім Меннерс     | Вінс Гілліган, Джон Шібан, Френк Спотніц                     | 29 листопада 1998  | TBD                            | 6ABX04 | 17.48   |
| 122   | 5          | «Dreamland II» «Країна мрії II»                               | Майкл Воткінс   | Вінс Гілліган, Джон Шібан, Френк Спотніц                     | 6 грудня 1998      | TBD                            | 6ABX05 | 17.01   |
| 123   | 6          | «How the Ghosts Stole Christmas» «Як привиди поцупили Різдво» | Кріс Картер     | Кріс Картер                                                  | 13 грудня 1998     | TBD                            | 6ABX08 | 17.31   |
| 124   | 7          | «Terms of Endearment» «Мова ніжності»                         | Роб Боуман      | Девід Аманн                                                  | 3 січня 1999       | TBD                            | 6ABX06 | 18.69   |
| 125   | 8          | «The Rain King» «Король дощу»                                 | Кім Меннерс     | Джеффрі Белл                                                 | 10 січня 1999      | TBD                            | 6ABX07 | 21.24   |
| 126   | 9          | «S.R. 819 » · «Резолюція Сенату № 819»                        | Даніель Закхейм | Джон Шібан                                                   | 17 січня 1999      | TBD                            | 6ABX10 | 15.65   |
| 127   | 10         | «Tithonus» «Тітон»                                            | Майкл Воткінс   | Вінс Гілліган                                                | 24 січня 1999      | TBD                            | 6ABX09 | 15.83   |
| 128   | 11         | «Two Fathers » · «Два батька»                                 | Кім Меннерс     | Кріс Картер, Френк Спотніц                                   | 7 лютого 1999      | TBD                            | 6ABX11 | 18.81   |
| 129   | 12         | «One Son » · «Один син»                                       | Роб Боуман      | Кріс Картер, Френк Спотніц                                   | 14 лютого 1999     | 3 квітня 2007                  | 6ABX12 | 16.57   |
| 130   | 13         | «Agua Mala» «Погана вода»                                     | Роб Боуман      | Девід Аманн                                                  | 21 лютого 1999     | 5 квітня 2007                  | 6ABX14 | 16.91   |
| 131   | 14         | «Monday» «Понеділок»                                          | Кім Меннерс     | Вінс Гілліган, Джон Шібан                                    | 28 лютого 1999     | TBD                            | 6ABX15 | 16.74   |
| 132   | 15         | «Arcadia» «Аркадія»                                           | Майкл Воткінс   | Даніель Аркін                                                | 7 березня 1999     | 4 квітня 2007                  | 6ABX13 | 17.91   |
| 133   | 16         | «Alpha» «Альфа»                                               | Пітер Маркл     | Джеффрі Белл                                                 | 28 березня 1999    | TBD                            | 6ABX16 | 17.67   |
| 134   | 17         | «Trevor» «Тревор»                                             | Роб Боуман      | Джим Гуттрідж, Кен Гаврилів                                  | 11 квітня 1999     | TBD                            | 6ABX17 | 17.65   |
| 135   | 18         | «Milagro» «Диво»                                              | Кім Меннерс     | Сюжет: Джон Шібан, Френк Спотніц Телесценарій: Кріс Картер   | 18 квітня 1999     | 16 квітня 2007                 | 6ABX18 | 15.2    |
| 136   | 19         | «The Unnatural» «Неприродний»                                 | Девід Духовни   | Девід Духовни                                                | 25 квітня 1999     | 18 квітня 2007                 | 6ABX20 | 16.88   |
| 137   | 20         | «Three of a Kind» «Трійка»                                    | Браян Спайсер   | Вінс Гілліган, Джон Шібан                                    | 2 травня 1999      | TBD                            | 6ABX19 | 12.94   |
| 138   | 21         | «Field Trip» «Польова поїздка»                                | Кім Меннерс     | Сюжет: Френк Спотніц Телесценарій: Джон Шібан, Вінс Гілліган | 9 травня 1999      | 19 квітня 2007                 | 6ABX21 | 15.38   |
| 139   | 22         | «Biogenesis » · «Біогенез»                                    | Роб Боуман      | Кріс Картер, Френк Спотніц                                   | 16 травня 1999     | TBD                            | 6ABX22 | 15.86   |

### Сезон 7 (1999-2000)
| № п/п | № в сезоні | Назва                                                                       | Режисер           | Сценарист                                | Оригінальний показ | Оригінальний показ українською | Код    | Рейтинг |
| ----- | ---------- | --------------------------------------------------------------------------- | ----------------- | ---------------------------------------- | ------------------ | ------------------------------ | ------ | ------- |
| 140   | 1          | «The Sixth Extinction » · «Шосте вимирання»                                 | Кім Меннерс       | Кріс Картер                              | 7 листопада 1999   | TBD                            | 7ABX03 | 17.82   |
| 141   | 2          | «The Sixth Extinction II: Amor Fati » · «Шосте вимирання II: Любов до долі» | Майкл Воткінс     | Девід Духовни, Кріс Картер               | 14 листопада 1999  | TBD                            | 7ABX04 | 16.15   |
| 142   | 3          | «Hungry» «Голодний»                                                         | Кім Меннерс       | Вінс Гілліган                            | 21 листопада 1999  | TBD                            | 7ABX01 | 16.17   |
| 143   | 4          | «Millennium» «Міленіум»                                                     | Томас Дж. Райт    | Вінс Гілліган, Френк Спотніц             | 28 листопада 1999  | TBD                            | 7ABX05 | 15.09   |
| 144   | 5          | «Rush» «Натиск»                                                             | Роберт Ліберман   | Девід Аманн                              | 5 грудня 1999      | TBD                            | 7ABX06 | 12.71   |
| 145   | 6          | «The Goldberg Variation» «Варіант Голдберга»                                | Томас Дж. Райт    | Джеффрі Белл                             | 12 грудня 1999     | TBD                            | 7ABX02 | 14.49   |
| 146   | 7          | «Orison» «Орісон»                                                           | Роб Боуман        | Чіп Йоханнессен                          | 9 січня 2000       | TBD                            | 7ABX07 | 15.63   |
| 147   | 8          | «The Amazing Maleeni» «Дивовижний Маліні»                                   | Томас Дж. Райт    | Вінс Гілліган, Джон Шібан, Френк Спотніц | 16 січня 2000      | TBD                            | 7ABX08 | 16.18   |
| 148   | 9          | «Signs and Wonders» «Знамення і дива»                                       | Кім Меннерс       | Джеффрі Белл                             | 23 січня 2000      | TBD                            | 7ABX09 | 13.86   |
| 149   | 10         | «Sein und Zeit » · «Буття і час»                                            | Майкл Воткінс     | Кріс Картер, Френк Спотніц               | 6 лютого 2000      | TBD                            | 7ABX10 | 13.95   |
| 150   | 11         | «Closure » · «Закриття»                                                     | Кім Меннерс       | Кріс Картер, Френк Спотніц               | 13 лютого 2000     | TBD                            | 7ABX11 | 15.35   |
| 151   | 12         | «X-Cops» «Ікс-Копи»                                                         | Майкл Воткінс     | Вінс Гілліган                            | 20 лютого 2000     | TBD                            | 7ABX12 | 16.56   |
| 152   | 13         | «First Person Shooter» «Стрілячка від першої особи»                         | Кріс Картер       | Вільям Гібсон, Том Меддокс               | 27 лютого 2000     | TBD                            | 7ABX13 | 15.31   |
| 153   | 14         | «Theef» «Крадій»                                                            | Кім Меннерс       | Вінс Гілліган, Джон Шібан, Френк Спотніц | 12 березня 2000    | TBD                            | 7ABX14 | 11.91   |
| 154   | 15         | «En Ami » · «Як друг»                                                       | Роб Боуман        | Вільям Б. Девіс                          | 19 березня 2000    | TBD                            | 7ABX15 | 11.99   |
| 155   | 16         | «Chimera» «Химера»                                                          | Кліфф Боле        | Девід Аманн                              | 2 квітня 2000      | TBD                            | 7ABX16 | 12.89   |
| 156   | 17         | «all things» «Всі речі»                                                     | Джилліан Андерсон | Джилліан Андерсон                        | 9 квітня 2000      | TBD                            | 7ABX17 | 12.18   |
| 157   | 18         | «Brand X» «Марка "Ікс"»                                                     | Кім Меннерс       | Стевен Маеда, Грег Волкер                | 16 квітня 2000     | TBD                            | 7ABX19 | 10.81   |
| 158   | 19         | «Hollywood A.D.» «Голлівуд, н. е.»                                          | Девід Духовни     | Девід Духовни                            | 30 квітня 2000     | TBD                            | 7ABX18 | 12.88   |
| 159   | 20         | «Fight Club» «Бійцівський клуб»                                             | Пол Шапіро        | Кріс Картер                              | 7 травня 2000      | TBD                            | 7ABX20 | 11.70   |
| 160   | 21         | «Je Souhaite» «Я бажаю»                                                     | Вінс Гілліган     | Вінс Гілліган                            | 14 травня 2000     | TBD                            | 7ABX21 | 12.79   |
| 161   | 22         | «Requiem » · «Реквієм»                                                      | Кім Меннерс       | Кріс Картер                              | 21 травня 2000     | TBD                            | 7ABX22 | 15.26   |

### Сезон 8 (2000-01)
| № п/п | № в сезоні | Назва                                           | Режисер        | Сценарист                                                     | Оригінальний показ | Оригінальний показ українською | Код    | Рейтинг |
| ----- | ---------- | ----------------------------------------------- | -------------- | ------------------------------------------------------------- | ------------------ | ------------------------------ | ------ | ------- |
| 162   | 1          | «Within » · «Зсередини»                         | Кім Меннерс    | Кріс Картер                                                   | 5 листопада 2000   | TBD                            | 8ABX01 | 15.87   |
| 163   | 2          | «Without » · «Ззовні»                           | Кім Меннерс    | Кріс Картер                                                   | 12 листопада 2000  | TBD                            | 8ABX02 | 15.1    |
| 164   | 3          | «Patience» «Терпіння»                           | Кріс Картер    | Кріс Картер                                                   | 19 листопада 2000  | TBD                            | 8ABX04 | 13.3    |
| 165   | 4          | «Roadrunners» «Зозуленята»                      | Род Гарді      | Вінс Гілліган                                                 | 26 листопада 2000  | TBD                            | 8ABX05 | 13.6    |
| 166   | 5          | «Invocation» «Заклинання»                       | Річард Комптон | Девід Аманн                                                   | 3 грудня 2000      | TBD                            | 8ABX06 | 13.9    |
| 167   | 6          | «Redrum» «Вбивство»                             | Пітер Маркл    | Сюжет: Стевен Маеда, Даніель Аркін Телесценарій: Стевен Маеда | 10 грудня 2000     | TBD                            | 8ABX03 | 13.2    |
| 168   | 7          | «Via Negativa» «Через заперечення»              | Тоні Вармбі    | Френк Спотніц                                                 | 17 грудня 2000     | TBD                            | 8ABX07 | 12.37   |
| 169   | 8          | «Surekill» «Контрольний постріл»                | Терренс О'Хара | Грег Волкер                                                   | 7 січня 2001       | TBD                            | 8ABX09 | 13.3    |
| 170   | 9          | «Salvage» «Спасіння»                            | Род Гарді      | Джеффрі Белл                                                  | 14 січня 2001      | TBD                            | 8ABX10 | 11.7    |
| 171   | 10         | «Badlaa» «Відплата»                             | Тоні Вармбі    | Джон Шібан                                                    | 21 січня 2001      | TBD                            | 8ABX12 | 11.8    |
| 172   | 11         | «The Gift » · «Дар»                             | Кім Меннерс    | Френк Спотніц                                                 | 4 лютого 2001      | TBD                            | 8ABX11 | 14.6    |
| 173   | 12         | «Medusa» «Медуза»                               | Річард Комптон | Френк Спотніц                                                 | 11 лютого 2001     | TBD                            | 8ABX13 | 13.8    |
| 174   | 13         | «Per Manum » · «Вручну»                         | Кім Меннерс    | Кріс Картер, Френк Спотніц                                    | 18 лютого 2001     | TBD                            | 8ABX08 | 16.0    |
| 175   | 14         | «This Is Not Happening » · «Цього не може бути» | Кім Меннерс    | Кріс Картер, Френк Спотніц                                    | 25 лютого 2001     | TBD                            | 8ABX14 | 16.9    |
| 176   | 15         | «Deadalive » · «Живий мрець»                    | Тоні Вармбі    | Кріс Картер, Френк Спотніц                                    | 1 квітня 2001      | TBD                            | 8ABX15 | 12.4    |
| 177   | 16         | «Three Words » · «Три слова»                    | Тоні Вармбі    | Кріс Картер, Френк Спотніц                                    | 8 квітня 2001      | TBD                            | 8ABX18 | N/A     |
| 178   | 17         | «Empedocles» «Емпедокл»                         | Баррі К. Томас | Грег Волкер                                                   | 22 квітня 2001     | TBD                            | 8ABX17 | 12.46   |
| 179   | 18         | «Vienen » · «Вони йдуть»                        | Род Гарді      | Стевен Маеда                                                  | 29 квітня 2001     | TBD                            | 8ABX16 | 11.8    |
| 180   | 19         | «Alone» «Один»                                  | Френк Спотніц  | Френк Спотніц                                                 | 6 травня 2001      | TBD                            | 8ABX19 | 12.7    |
| 181   | 20         | «Essence » · «Сутність»                         | Кім Меннерс    | Кріс Картер                                                   | 13 травня 2001     | TBD                            | 8ABX20 | 12.8    |
| 182   | 21         | «Existence » · «Існування»                      | Кім Меннерс    | Кріс Картер                                                   | 20 травня 2001     | TBD                            | 8ABX21 | 14.00   |

### Сезон 9 (2001-02)
| № п/п | № в сезоні | Назва                                                                               | Режисер         | Сценарист                                                                  | Оригінальний показ | Оригінальний показ українською | Код    | Рейтинг |
| ----- | ---------- | ----------------------------------------------------------------------------------- | --------------- | -------------------------------------------------------------------------- | ------------------ | ------------------------------ | ------ | ------- |
| 183   | 1          | «Nothing Important Happened Today » · «Нічого особливого сьогодні не сталося»       | Кім Меннерс     | Кріс Картер, Френк Спотніц                                                 | 11 листопада 2001  | TBD                            | 9ABX01 | 10.6    |
| 184   | 2          | «Nothing Important Happened Today II » · «Нічого особливого сьогодні не сталося II» | Тоні Вармбі     | Кріс Картер, Френк Спотніц                                                 | 18 листопада 2001  | TBD                            | 9ABX02 | 9.4     |
| 185   | 3          | «Dæmonicus» «Сатана»                                                                | Френк Спотніц   | Френк Спотніц                                                              | 2 грудня 2001      | TBD                            | 9ABX03 | 8.7     |
| 186   | 4          | «4-D»                                                                               | Тоні Вармбі     | Стевен Маеда                                                               | 9 грудня 2001      | TBD                            | 9ABX05 | 8.9     |
| 187   | 5          | «Lord of the Flies» «Повелитель мух»                                                | Кім Меннерс     | Томас Шнауз                                                                | 16 грудня 2001     | TBD                            | 9ABX06 | 9.9     |
| 188   | 6          | «Trust No 1 » · «Не вір нікому»                                                     | Тоні Вармбі     | Кріс Картер, Френк Спотніц                                                 | 6 січня 2002       | TBD                            | 9ABX08 | 8.4     |
| 189   | 7          | «John Doe» «Джон Доу»                                                               | Мішель Макларен | Вінс Гілліган                                                              | 13 січня 2002      | TBD                            | 9ABX07 | 8.7     |
| 190   | 8          | «Hellbound» «Крокуючий до пекла»                                                    | Кім Меннерс     | Девід Аманн                                                                | 27 січня 2002      | TBD                            | 9ABX04 | 7.8     |
| 191   | 9          | «Provenance » · «Походження»                                                        | Кім Меннерс     | Кріс Картер, Френк Спотніц                                                 | 3 березня 2002     | TBD                            | 9ABX10 | 9.7     |
| 192   | 10         | «Providence » · «Провидіння»                                                        | Кріс Картер     | Кріс Картер, Френк Спотніц                                                 | 10 березня 2002    | TBD                            | 9ABX11 | 8.4     |
| 193   | 11         | «Audrey Pauley» «Одрі Полі»                                                         | Кім Меннерс     | Стевен Маеда                                                               | 17 березня 2002    | TBD                            | 9ABX13 | 8.0     |
| 194   | 12         | «Underneath» «Низина»                                                               | Джон Шібан      | Джон Шібан                                                                 | 31 березня 2002    | TBD                            | 9ABX09 | 7.3     |
| 195   | 13         | «Improbable» «Неймовірно»                                                           | Кріс Картер     | Кріс Картер                                                                | 7 квітня 2002      | TBD                            | 9ABX14 | 9.1     |
| 196   | 14         | «Scary Monsters» «Страшні монстри»                                                  | Двайт Літтл     | Томас Шнауз                                                                | 14 квітня 2002     | TBD                            | 9ABX12 | 8.2     |
| 197   | 15         | «Jump the Shark» «Стрибок акули»                                                    | Кліфф Боле      | Вінс Гілліган, Джон Шібан, Френк Спотніц                                   | 21 квітня 2002     | TBD                            | 9ABX15 | 8.6     |
| 198   | 16         | «William » · «Вільям»                                                               | Девід Духовни   | Сюжет: Девід Духовни, Френк Спотніц, Кріс Картер Телесценарій: Кріс Картер | 28 квітня 2002     | TBD                            | 9ABX17 | 9.3     |
| 199   | 17         | «Release» «Звільнення»                                                              | Кім Меннерс     | Сюжет: Джон Шібан, Девід Аманн Телесценарій: Девід Аманн                   | 5 травня 2002      | TBD                            | 9ABX16 | 7.8     |
| 200   | 18         | «Sunshine Days» «Сонячні дні»                                                       | Вінс Гілліган   | Вінс Гілліган                                                              | 12 травня 2002     | TBD                            | 9ABX18 | 10.4    |
| 201   | 19         | «The Truth » · «Істина»                                                             | Кім Меннерс     | Кріс Картер                                                                | 19 травня 2002     | TBD                            | 9ABX19 | 13.25   |
| 202   | 20         | «The Truth » · «Істина»                                                             | Кім Меннерс     | Кріс Картер                                                                | 19 травня 2002     | TBD                            | 9ABX20 | 13.25   |

### Цілком таємно: Я хочу вірити (2008)
| Назва | Режисер     | Сценарій                   | Оригінальний показ | Оригінальний показ українською |
| --- | ----------- | -------------------------- | ------------------ | ------------------------------ |
| «The X-Files: I Want to Believe» «Цілком таємно: Я хочу вірити» | Кріс Картер | Френк Спотніц, Кріс Картер | 25 липня 2008      | 24 липня 2008                  |
| ФБР розпочинає розслідування загадкового зникнення своєї співробітниці. Результати роботи слідчих невтішні, справа заходить в глухий кут. Остання надія — колишні агенти Фокс Малдер і Дейна Скаллі, яких просять долучитись до справи. Вони виходять на колишнього священника Джозефа Кріссмана, якого переслідують дивні видіння. |             |                            |                    |                                |

### Сезон 10 (2016)
| № п/п | № в сезоні | Назва                                                                                     | Режисер      | Сценарист                                                                 | Оригінальний показ | Оригінальний показ українською | Код    | Рейтинг |
| ----- | ---------- | ----------------------------------------------------------------------------------------- | ------------ | ------------------------------------------------------------------------- | ------------------ | ------------------------------ | ------ | ------- |
| 203   | 1          | «My Struggle » · «Моя боротьба»                                                           | Кріс Картер  | Кріс Картер                                                               | 24 січня 2016      | 23 лютого 2016                 | 1AYW01 | 16.19   |
| 204   | 2          | «Founder's Mutation» «Мутація засновника»                                                 | Джеймс Вонг  | Джеймс Вонг                                                               | 25 січня 2016      | 23 лютого 2016                 | 1AYW05 | 9.67    |
| 205   | 3          | «Mulder and Scully Meet the Were-Monster» «Малдер і Скаллі зустрічають дволикого монстра» | Дарін Морган | Дарін Морган                                                              | 1 лютого 2016      | 24 лютого 2016                 | 1AYW03 | 8.37    |
| 206   | 4          | «Home Again» «Знову вдома»                                                                | Глен Морган  | Глен Морган                                                               | 8 лютого 2016      | 24 лютого 2016                 | 1AYW02 | 8.31    |
| 207   | 5          | «Babylon» «Вавилон»                                                                       | Кріс Картер  | Кріс Картер                                                               | 15 лютого 2016     | 25 лютого 2016                 | 1AYW04 | 7.07    |
| 208   | 6          | «My Struggle II » · «Моя боротьба II»                                                     | Кріс Картер  | Сюжет: Анна Сімон, Маргарет Фіарон, Кріс Картер Телесценарій: Кріс Картер | 22 лютого 2016     | 25 лютого 2016                 | 1AYW06 | 7.60    |

### Сезон 11 (2018)
| № п/п | № в сезоні | Назва                                                              | Режисер      | Сценарист                     | Оригінальний показ | Оригінальний показ українською | Код    | Рейтинг |
| ----- | ---------- | ------------------------------------------------------------------ | ------------ | ----------------------------- | ------------------ | ------------------------------ | ------ | ------- |
| 209   | 1          | «My Struggle III » · «Моя боротьба III»                            | Кріс Картер  | Кріс Картер                   | 3 січня 2018       | TBA                            | 2AYW01 | 5.15    |
| 210   | 2          | «This» «Це»                                                        | Глен Морган  | Глен Морган                   | 10 січня 2018      | TBA                            | 2AYW02 | 3.95    |
| 211   | 3          | «Plus One» «Плюс один»                                             | Кевін Хукс   | Кріс Картер                   | 17 січня 2018      | TBA                            | 2AYW03 | 3.95    |
| 212   | 4          | «The Lost Art of Forehead Sweat» «Втрачене мистецтво поту на лобі» | Дарін Морган | Дарін Морган                  | 24 січня 2018      | TBA                            | 2AYW04 | 3.87    |
| 213   | 5          | «Ghouli » · «Гуль»                                                 | Джеймс Вонг  | Джеймс Вонг                   | 31 січня 2018      | TBA                            | 2AYW05 | 3.64    |
| 214   | 6          | «Kitten» «Кошеня»                                                  | Керол Банкер | Гейб Роттер                   | 7 лютого 2018      | TBA                            | 2AYW06 | 3.74    |
| 215   | 7          | «Rm9sbG93ZXJz»                                                     | Глен Морган  | Шеннон Гамблін, Крістен Клоук | 28 лютого 2018     | TBA                            | 2AYW07 | 3.23    |
| 216   | 8          | «Familiar» «Знайомий»                                              | Голлі Дейл   | Бенджамін Ван Аллен           | 7 березня 2018     | TBA                            | 2AYW09 | 3.46    |
| 217   | 9          | «Nothing Lasts Forever» «Ніщо не вічне»                            | Джеймс Вонг  | Карен Нільсен                 | 14 березня 2018    | TBA                            | 2AYW08 | 3.01    |
| 218   | 10         | «My Struggle IV » · «Моя боротьба IV»                              | Кріс Картер  | Кріс Картер                   | 21 березня 2018    | TBA                            | 2AYW10 | 3.43    |